# Corvospongilla micramphidiscoides
Corvospongilla micramphidiscoides är en svampdjursart som beskrevs av W. Weltner 1913. Corvospongilla micramphidiscoides ingår i släktet Corvospongilla och familjen Spongillidae.
Artens utbredningsområde är havet utanför Kongo-Brazzaville och Kongo-Kinshasa. Inga underarter finns listade i Catalogue of Life.